# Présence africaine
Présence africaine è una rivista panafricana semestrale, fondata nel 1947 da Alioune Diop e che esce ancora.
È anche una casa editrice francese, fondata nel 1949, e una libreria situata nel Quartiere latino a Parigi, al 25bis, rue des Écoles. La casa editrice è ancora oggi diretta dalla vedova del fondatore, Christiane Diop.

## Storia

### Le origini
La nascita della rivista s'inserì nel generale movimento del panafricanismo, le cui idee si esprimono dall'inizio del XX secolo. Nel 1936 il Front populaire mise gli africani residenti in Francia di fronte al mondo sindacale e politico e questa dinamica trovò eco in Senegal. In seguito, la libertà ritrovata dopo la Seconda guerra mondiale sollevò la questione della sovranità dei popoli e delle culture su scala mondiale, soprattutto in Africa. Poco a poco iniziarono a uscire dei periodici che davano voce ai neri, come La Revue du Monde Noir, Légitime Défense, L'Étudiant noir o Tropiques, edito da Aimé Césaire all'inizio degli anni quaranta.

### La nascita della rivista
In questo contesto venne creata la rivista nel novembre-dicembre '47 da Alioune Diop, professore di filosofia nato in Senegal, con il sostegno di intellettuali, scrittori o antropologi quali Aimé Césaire, Léopold Sédar Senghor, Richard Wright, Albert Camus, André Gide, Jean-Paul Sartre, Théodore Monod, Georges Balandier ou Michel Leiris. Nel primo numero - con una prefazione di André Gide - Alioune Diop dichiarò: "la rivista non si pone nell'obbedienza ad alcuna ideologia o politica. Essa vuole aprirsi alla collaborazione di tutti gli uomini di buona volontà (bianchi, gialli o neri) disponibili ad aiutarci a definire l'originalità africana e di accelerare il suo inserimento nel mondo moderno".
La rivista ottenne molto successo e nel 1949 venne creata la casa editrice. Il primo titolo pubblicato fu la controversa opera del missionario belga Placide Tempels (1906-1977) La philosophie bantoue. Fra gli anni '50 e '60 la rivista militò attivamente in favore dell'emersione di una cultura africana indipendente. Vero motore intellettuale, essa offrì una tribuna a figure in ascesa nel mondo letterario politico e letterario. Dopo la morte di Alioune Diop nel 1980, la sua vedova Christiane Mame Yandé Diop ha continuato il lavoro. Il cinquantesimo anniversario è stato celebrato da un evento organizzato alla sede UNESCO di Parigi dal 3 al 5 dicembre 1997.
Christiane Diop ha ricevuto la decorazione a Cavaliere della Legion d'Onore, al Palazzo dell'Eliseo, mercoledì 8 aprile 2009. A fine 2009, si contano circa 300 numeri della rivista e circa 400 opere pubblicate. Il direttore della pubblicazione attuale è Romuald Fonkoua, professore di letteratura francese e comparata all'Università di Strasburgo.